# Defileul Mureșului Inferior - Dealurile Lipovei
Defileul Mureșului Inferior - Dealurile Lipovei este o arie protejată (arie de protecție specială avifaunistică — SPA) din România întinsă pe o suprafață de 55.943,9 ha, integral pe uscat.

## Localizare
Situl se întinde pe teritoriile administrative ale comunelor Bârzava, Bata, Birchiș, Conop, Petriș, Săvârșin, Ususău și Vărădia de Mureș din județul Arad, pe cele ale comunelor Burjuc, Lăpugiu de Jos și Zam din județul Hunedoara; pe cel al orașului Făget și pe cele ale comunelor Margina, Mănăștiur și Ohaba Lungă din județul Timiș. Centrul sitului Defileul Mureșului Inferior - Dealurile Lipovei este situat la coordonatele 45°57′54″N 22°10′51″E / 45.964881°N 22.180911°E.

## Înființare
Arealul Defileul Mureșului Inferior - Dealurile Lipovei a fost declarat arie de protecție specială avifaunistică (ROSPA0029) în octombrie 2007 pentru a proteja 34 de specii de animale. Situl se suprapune cu rezervația naturală Pădurea Pojoga.

## Biodiversitate
Situată în ecoregiunea continentală, aria protejată nu include niciun habitat protejat.
La baza desemnării sitului se află mai multe specii protejate de  păsări (34): pescăruș albastru (Alcedo atthis), acvilă țipătoare mică (Aquila pomarina), cocoșul de mesteacăn (Bonasa bonasia), buha (Bubo bubo), caprimulg (Caprimulgus europaeus), chirighiță neagră (Chlidonias niger), barză albă (Ciconia ciconia), barză neagră (Ciconia nigra), șerpar (Circaetus gallicus), erete de stuf (Circus aeruginosus), erete vânăt (Circus cyaneus), cristeiul de câmp (Crex crex), ciocănitoare cu spate alb (Dendrocopos leucotos), ciocănitoarea de stejar (Dendrocopos medius), ciocănitoare de grădină (Dendrocopos syriacus), ciocănitoare neagră (Dryocopus martius), egretă albă (Egretta alba), egretă mică (Egretta garzetta), șoim de iarnă (Falco columbarius), muscar-gulerat (Ficedula albicollis), muscar (Ficedula parva), cufundar polar (Gavia arctica), acvilă pitică (Hieraaetus pennatus), stârc pitic (Ixobrychus minutus), sfrâncioc roșiatic (Lanius collurio), sfrânciocul cu frunte neagră (Lanius minor), ciocârlie de pădure (Lullula arborea), stârc de noapte (Nycticorax nycticorax), viespar (Pernis apivorus), bătăuș (Philomachus pugnax), ciocănitoare verzuie (Picus canus), huhurezul mic (Strix uralensis), silvie porumbacă (Sylvia nisoria), fluierar de mlaștină (Tringa glareola).